# Cheech et Chong
Pour plus de détails, voir Fiche technique et Distribution.
Cheech et Chong (Cheech and Chong's Next Movie) est un film comique américain réalisé par Tommy Chong et sorti en 1980 Il s'agit du 2ème film avec les personnages de Cheech et Chong.

## Fiche technique
- Titre original : Cheech and Chong's Next Movie
- Réalisation : Tommy Chong
- Scénario : Tommy Chong et Cheech Marin
- Musique : Mark Davis
- Décors :
- Costumes : Joe Tompkins
- Photographie : King Baggot et Nick McLean (en)
- Montage : Thomas K. Avildsen et Scott Conrad
- Production : Howard Brown
  - Coproducteur : Peter MacGregor-Scott
- Sociétés de production : Universal Pictures
- Société de distribution : Universal Pictures
- Pays de production :  États-Unis
- Langue originale : anglais
- Format : couleur — 2,35:1
- Genre : Comédie
- Durée : 94 minutes
- Dates de sortie :
  - Canada : 1er juillet 1980
  - États-Unis : 18 juillet 1980

## Distribution
- Cheech Marin : Cheech et Dwayne Mendoza
- Tommy Chong : Chong
- Evelyn Guerrero : Donna
- Paul Reubens : le réceptionniste et Pee-Wee Herman
- Betty Kennedy : Candy
- Sy Kramer : M. Neatnik
- Rikki Marin : Gloria
- Edie McClurg : la mère de Gloria
- Bob McClurg : Charlie
- John Paragon : le réalisateur
- Jake Steinfeld : Wamba
- Cassandra Peterson et Rita Wilson : les otages
- Michael Winslow : le comédien du Welfare
- John Steadman (en) : l'ivre du Welfare
- Faith Minton : Lady Bouncer
- Ben Powers : le noir du Welfare
- Carl Weintraub : le policier de l'hôtel
- Lupe Ontiveros : la vieille dame
- Ed Peck : le policier qui se fait tirer dessus
- Carolyn Conwell : la serveuse suédoise
- Don Davis : l'homme du groupe de musique
- Natividad Vacío : le mexicain du Welfare
- Marcus Chong : Johnny
- Phil Hartman : Chick Hazard
- Mary Anderson : la vieille femme au magasin de musique
- Scott Thompson